# Diocese de Worcester (Estados Unidos)
A Diocese de Worcester (Dioecesis Wigorniensis) é uma circunscrição eclesiástica da Igreja Católica sediada em Worcester, localizada no estado norte-americano de Massachusetts. Abrange todo o condado de Worcester. Foi erigida em 14 de janeiro de 1950, por meio da bula Ad animarum bonum do Papa Pio XII, sendo desmembrada da Diocese de Springfield e tornou-se sufragânea da Arquidiocese de Boston. Seu atual bispo é Robert Joseph McManus que governa a diocese desde 2004 e sua sé episcopal é a Catedral de São Paulo.
Possui 102 paróquias assistidas por 256 sacerdotes e cerca de 48,6% da população jurisdicionada é batizada.

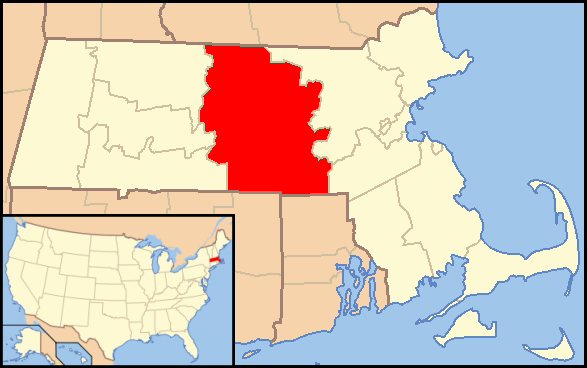
Área territorial da Diocese de Worcester.

## Prelados
|                | Nome                      | Período     | Notas                       |        |
| Bispos         | Bispos                    | Bispos      | Bispos                      | Bispos |
| -------------- | ------------------------- | ----------- | --------------------------- | ------ |
| 5º             | Robert Joseph McManus     | 2004–       | Atual                       |        |
| 4º             | Daniel Patrick Reilly     | 1994 - 2004 |                             |        |
| 3°             | Timothy Joseph Harrington | 1983 - 1994 |                             |        |
| 2º             | Bernard Joseph Flanagan   | 1959 - 1983 |                             |        |
| 1º             | John Joseph Wright        | 1950 - 1959 | Nomeado Bispo de Pittsburgh |        |
| Bispo auxiliar |                           |             |                             |        |
|                | George Edward Rueger      | 1988-2005   |                             |        |
|                | Timothy Joseph Harrington | 1968-1983   | Elevado a bispo diocesano.  |        |